# Chilonopsis turtoni
Chilonopsis turtoni foi uma espécie de gastrópodes da família Subulinidae.
Foi endémica da Santa Helena (território).